# Francesca Mellano
Francesca Mellano (21 aprile 1997) è una calciatrice italiana, di ruolo attaccante.

## Carriera

### Club
A livello giovanile ha esordito nel Valle Varaita, dove gioca nelle sue formazioni giovanili fino ai 14 anni, età massima consentita dalla federazione per giocare con i pari età maschi, per approdare, nell'estate 2011, al Musiello Saluzzo. Dopo un primo periodo viene inserita nella rosa della prima squadra iscritta al campionato di Serie B, giocando le stagioni 2014-2015 e 2015-2016, contribuendo al raggiungimento della salvezza e congedandosi dalla società al termine della seconda stagione con un tabellino personale di 22 reti siglate su 44 incontri disputati.
Durante il calciomercato estivo 2016 passa al Cuneo, appena promosso in Serie A dopo un anno passato in cadetteria, per la stagione entrante
Al ritorno nel livello di vertice del campionato italiano, la squadra si mantiene stabile al settimo posto dalla sesta all'ultima giornata, conquistando al termine del campionato la matematica salvezza ed evitando i play-out con il Chieti grazie alla differenza superiore a 7 punti come previsto dal regolamento. Mellano, impiegata in 19 su 22 incontri di campionato, segna la sua prima rete in Serie A il 11 marzo 2017, alla sedicesima giornata, siglando al 70' il gol che fissa il risultato sul 2-1 sulle avversarie del Tavagnacco.
Con la decisione presa nell'estate 2017 dalla dirigenza del Cuneo nel cedere il titolo sportivo alla Juventus, la società svincola tutte le loro tesserate. Si è accordata con il San Bernardo Luserna per la stagione 2017-2018 nel campionato di Serie B. Prima della fine del girone di andata ha rescisso il contratto che la legava al Luserna. Il 1º febbraio 2018 è stato comunicato che ha raggiunto un accordo con la Juventus Torino, militante nello stesso girone A di Serie B del Luserna.

### Nazionale
Nel gennaio 2015 il selezionatore delle nazionali giovanili dell'Italia Corrado Corradini la convoca a Coverciano presso il Centro Tecnico Sportivo Federale della FIGC per uno stage in vista di un possibile inserimento in rosa nella nazionale italiana Under-19 impegnata nella Fase Élite del campionato europeo di categoria di Israele 2015. Inizialmente non convocata, viene richiesta da Corradini in sostituzione dell'indisponibile Lisa Boattin.. Il debutto nel torneo avviene il 4 aprile, a Stara Pazova, nella partita vinta per 4-2 sulle avversarie pari età della Serbia, rilevando al 46' Valery Vigilucci e siglando la quarta rete per l'Italia al 63'. Mellano gioca tutti i tre incontri della fase, realizzando anche la sua seconda rete nel successivo incontro con l'Austria fissando al 77' il risultato sul parziale 2-0, incontro terminato poi 3-2 per le Azzurrine, ma l'Italia, persa la terza partita per 2-1 con la Svezia e classificandosi seconda proprio dopo le scandinave, non riesce a superare la Norvegia come migliore seconda per l'ultimo posto disponibile e deve abbandonare il torneo.
Il nuovo responsabile della Under-19, Enrico Sbardella, la convoca nuovamente alla prima fase di qualificazione all'edizione di Slovacchia 2016. Scende in campo dal primo incontro, quello del 15 settembre dove, allo Sportpark Skoatterwald di Heerenveen, le Azzurrine si impongono per 9-0 sulle pari età della Moldavia; nell'occasione Mellano rileva Vigilucci al 63'. Gioca anche gli altri due della prima fase, siglando anche la rete del definitivo 11-0 su Cipro del 17 settembre.